# Union-Theater-Lichtspiele

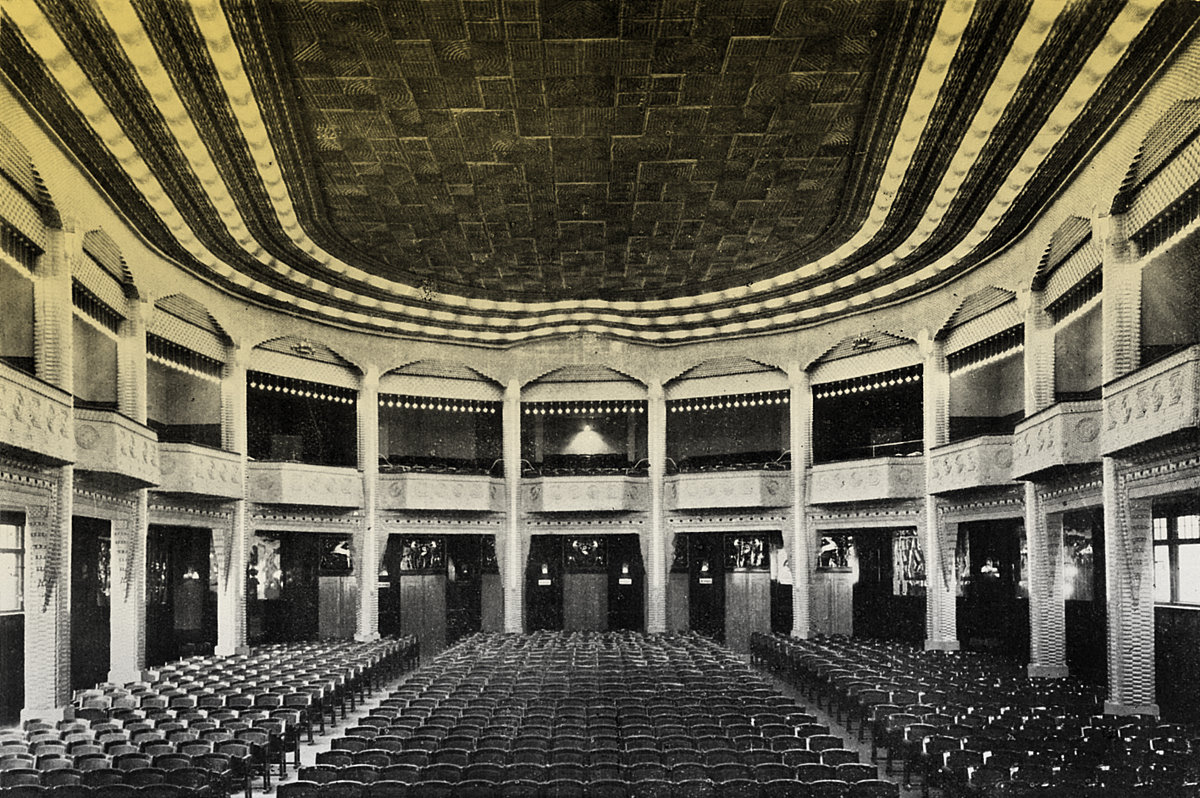
U.T.-Kino Zuschauerraum Dresden

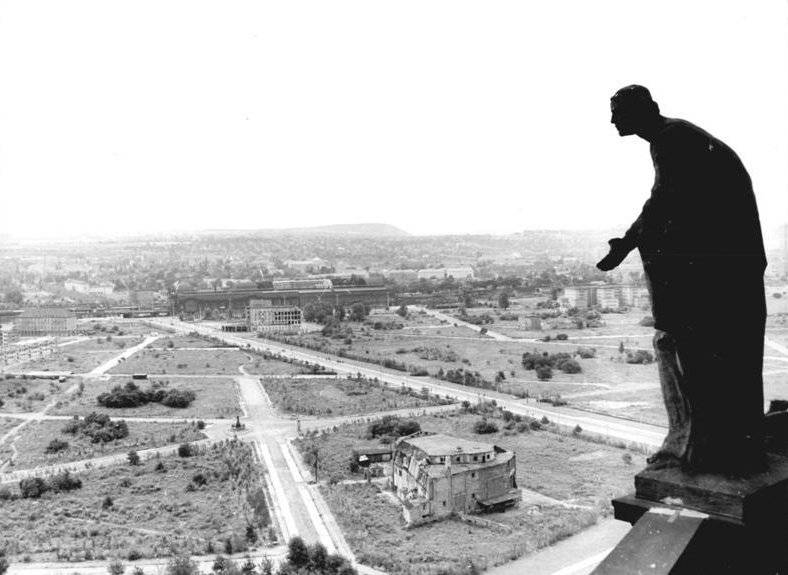
Blick auf die beräumte Prager Straße (1958), im Vordergrund die Ruine des U.T., im Hintergrund der Hauptbahnhof

Die Union-Theater-Lichtspiele  (UT-Kino, Union-Theater, Union-Lichtspiele oder nur kurz U.T.) waren ein Lichtspieltheater an der Waisenhausstraße 21–22 in Dresden, das 1911 von Martin Pietzsch im Stil der Reformarchitektur erbaut worden war. Es war zu seiner Erbauung das größte Lichtspieltheater in Dresden und das erste Kino mit hufeisenförmigen Grundriss und einer dynamischen Lichtarchitektur. Der Abbruch des im Zweiten Weltkrieg nur wenig beschädigten Hauses war „ein Beispiel für die Weigerung, behelfsmäßige Instandsetzungen zuzulassen, auch wenn langfristige Lösungen erst in ferner Zukunft möglich waren.“

## Geschichte
Martin Pietzsch, ein Vertreter der Reformbaukunst, errichtete diesen Kinopalast im Jahre 1911. Von 1930 bis 4. Februar 1945 wurde das Haus von Max Plötner geleitet. Bei den Luftangriffen auf Dresden am 13. Februar 1945 leicht beschädigt, war beabsichtigt, die Ruine des UT-Kinos als Großkino zu erweitern. Dies wurde jedoch vom Zentralplanungsbüro und dem Rat des Bezirkes abgelehnt. Das Lichtspieltheater wurde als eines von zwölf Objekten für die Großflächenräumung in den Monaten März bis Dezember 1950 genannt. Dabei sollten 300 Tonnen Schrott und 200 Tonnen Nutzeisen gewonnen werden. Das Dresdner Stadtplanungsamt berief sich im Jahre 1954 darauf, dass „Fachkreise“ der Ansicht seien, dass Investitionen in die Ruine wirtschaftlich nicht tragbar seien. 1964 wurde das Gebäude abgebrochen.

## Beschreibung
Sieben breite Flügeltüren führten zum Zuschauerraum. Der Eingangsbereich war „mit beiderseitig durchscheinenden von Glühbirnen erhellten farbigen Glasfüllungen bekrönt.“ Der Zuschauerraum hatte ähnlich wie ein Theater Parkett und Rang. 750 Plätze befanden sich im Parkett und 250 Plätze auf dem Rang sowie auf Proszeniumslogen. Das Gestühl war schwarz mit hellgrünen Überzügen. 200 Pendel aus Glühlampen – in grüner Farbe gehalten – beleuchteten die Ranglogen. Der Grundriss war hufeisenförmig und dynamisch. 14 schlanke Pfeiler („Schäfte“) waren entsprechend dem Grundriss hufeisenförmig angeordnet. In der Mitte der Pfeiler waren mit Goldperlen verhängte Lichtbänder befestigt. Die Lichtbänder bildeten oben an den Pfeilern ein Lichtkapitell. Die grünen Leuchtkörper an den Ranglogen und die goldfarbenen Leuchtkörper an den Pfeilerm ergaben ein „elektrische[s] Lichtspiel [in] grün-gold.“ Die grün-goldene Farbgebung der Leuchtkörper harmonierte mit der schwarz-grün-goldenen Farbgebung des Saales. Die Pfeiler stützten eine Decke, die 10 m hoch war und eine „reiche Linienführung“ aufwies. Drei umlaufende Leuchtstränge aus 600 mit Glasperlen verhängte Glühlampen waren in die Decke integriert und schufen ein außergewöhnliches Raum- und Lichterlebnis. Besonders bemerkenswert war der „sogartig, abgetreppte“ Proszeniumsrahmen und die Tatsache, dass vollkommen auf Schmuck verzichtet worden war. Allein der geometrisierende, kristallartige Verputz, ähnlich wie Stalaktiten, gab der Wandfläche eine Struktur.